# Міст Академії
Міст Академії (італ. Ponte dell’Accademia) — один з трьох мостів у Венеції через Гранд-канал.
Названий на честь художнього музею Галереї Академії, який розташовується в колишньому монастирі і будівлі скуоли Санта-Марія делла Каріта. Міст поєднує Галерею Академії і район Сан-Марко.
Спочатку задуманий в 1488 році, міст Академії не був побудований до 1854 року. Альфред Невілл створив міст у вигляді оригінальної сталевої конструкції.
У 1930-х роках міст довелося реконструювати. Йому на зміну поставили тимчасовий дерев'яний міст, який так сподобався містянам, що його вирішили залишити.
Через аварійний стан, в 1985 році міст був знесений і замінений новим, із збереженням конструкції і зовнішнього вигляду свого попередника.